# Теорія хвиль
Теорія (концентричних) хвиль — теорія німецького мовознавця Йоганнеса Шмідта, згідно з якою кожне нове мовне явище поширюється з певного центра хвилями, що поступово згасають, через що споріднені мови непомітно переходять одна в одну.

## Загальна характеристика
На противагу теорії родовідного дерева (А. Шлейхер) постала групова теорія, що отримала назву «теорія хвиль» Йоганеса Шмідта (1872-1875 рр.) Згідно з цією теорією, всі мови розвиваються спільно, й кожна мова непомітно переходить в іншу, тому, на думку мовознавця, відмінної межі між сусідніми мовами не існує, вони завжди близькі. 
Кожна мова по обидва боки є ніби мостом до сусідньої. За цією теорією, сусідні мови завжди мають багато спільного між собою, наприклад, українці західні близькі своєю мовою до поляків, а східні — до росіян. І навпаки: східні поляки близькі мовою до західних українців, а росіяни до східних українців. 